# Hernán Montenegro
Hernán Montenegro, né le 10 août 1966, à Bahía Blanca, en Argentine, est un joueur argentin de basket-ball. Il évolue durant sa carrière au poste de pivot. Il est considéré comme l'un des meilleurs pivots latino-américains de l'histoire. Joueur charismatique, il est surnommé « el Loco » (« le Fou » en espagnol) en raison de son excentricité sur les parquets comme en dehors.

## Palmarès
- 3e du championnat des Amériques 1993